# Zwornik (wiertnictwo)
Zwornik służy w wiertnictwie do łączenia ze sobą rur płuczkowych. Wykonany jest ze stali wysokiej jakości.
Składa się z dwóch części: mufy i czopa, które mają gwint narzędziowy do połączenia z rurami.
Ze względu na średnicę przelotu rozróżniamy zworniki:
- z wąskim przelotem WP (Reg),
- z szerokim przelotem SP (FH),
- z jednakowym przelotem IP (IF).

Ze względu na rodzaj połączenia rozróżniamy zworniki:
- do nakręcania na rurę płuczkową,
- do zgrzewania z rurą płuczkową.